# バーディ・キム

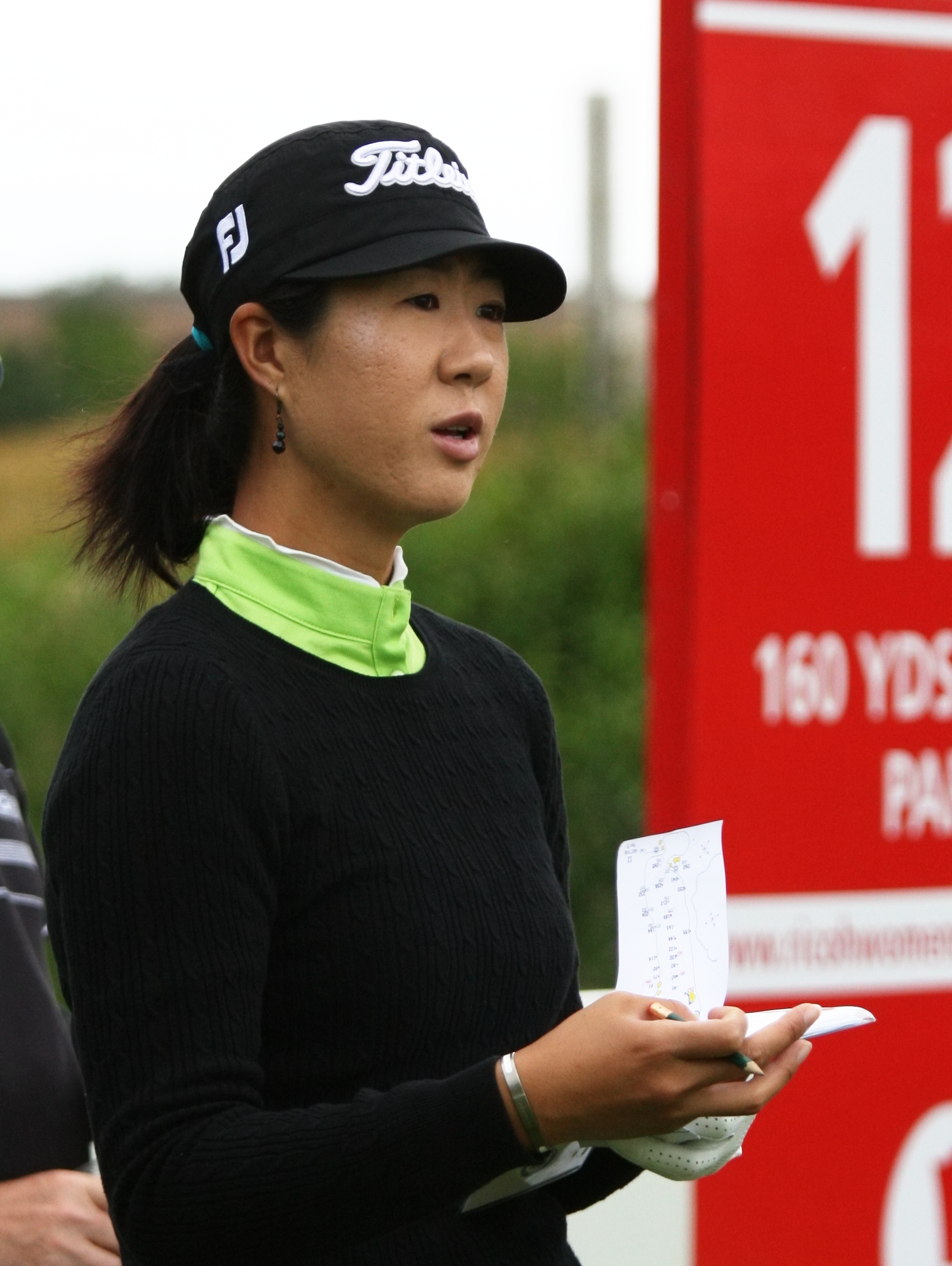
バーディ・キム

バーディ・キム（1981年8月26日 - ）は、大韓民国イクサン出身の女子プロゴルファー。本名は金柱演（キム・ジュヨン）。2005年全米女子オープンからバーディ・キムに改名した。
2005年の全米女子オープンに初出場し、4日間通算 3 オーバー（+3, 74 - 72 - 69 - 72 = 287 ストローク）で初優勝した。この大会で5年間のシード権が与えられ、56万ドルの賞金を獲得する。朴セリとグレース朴に続いて、韓国人の女子プロゴルファーとして3人目のメジャー大会優勝者となった。